# Баше, Венсан
Венса́н Баше́ (фр. Vincent Bachet, родился 29 апреля 1978 в Сен-Морисе, департамент Валь-де-Марн) — французский хоккеист, игравший на позиции защитника, вице-капитан сборной Франции. Провёл 269 матчей за сборную Франции.

## Достижения
- Чемпион Франции: 2002, 2004
- Член символической сборной Лиги Магнуса: 2005, 2006, 2007, 2008, 2009, 2010
- Победитель первого дивизиона чемпионата мира: 2003 и 2007
- Лучший защитник чемпионата мира в первом дивизионе: 2007